# Sonate e partite per violino solo di Johann Sebastian Bach
(Piero Buscaroli)

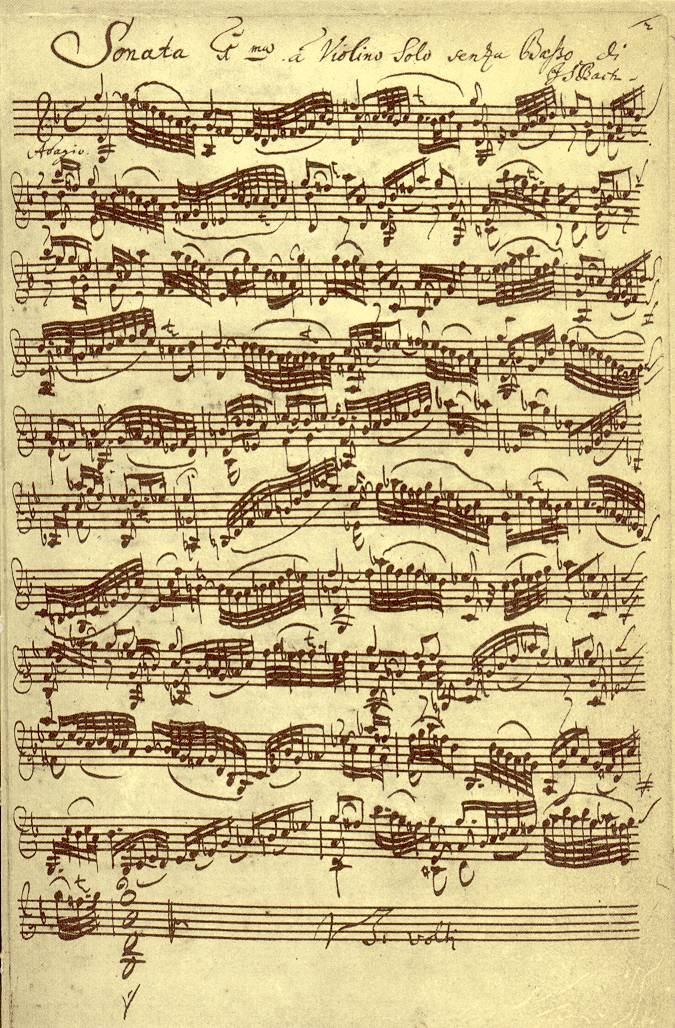
Autografo bachiano dell'adagio della prima sonata (1720).

Sonate e partite per violino solo BWV 1001-1006 di Johann Sebastian Bach è il titolo entrato nell'uso comune di sei composizioni denominate, sulla partitura autografa del 1720, Sei Solo a Violino senza Basso accompagnato. La raccolta fu composta mentre l'autore era Capellmeister presso la corte di Cöthen; comprende tre composizioni definite sull'autografo con il termine musicale italiano Sonata, ciascuna composta di quattro movimenti, e tre definite Partia (arcaico per partita, con lo stesso significato del francese suite).
Approntate in manoscritto autografo in versione definitiva, rimasero inedite per tutta la vita dell'autore, probabilmente per mancanza di un editore interessato a stamparle.

## Struttura
La progressione di tonalità delle Sonate (sol minore, la minore, do maggiore) e delle Partite (si minore, re minore, mi maggiore) non è rispettata nell'autografo, dove le opere sono ordinate in coppie: Sonata in sol minore e Partita in si minore, Sonata in la minore e Partita in re minore, Sonata in do e Partita in mi.
- Sonata n. 1 in sol minore BWV 1001

1. Adagio.
2. Fuga (Allegro).
3. Siciliana.
4. Presto.

Le prime battute del quarto movimento:
Il secondo movimento, trascritto dallo stesso Bach in re minore, divenne la fuga del preludio e fuga per organo BWV 539, e poi la fuga in sol minore BWV 1000 per liuto.
- Partita n. 1 in si minore BWV 1002

1. Allemande.
2. Double.
3. Courante.
4. Double (Presto).
5. Sarabande.
6. Double.
7. Tempo di Borea.
8. Double.

- Sonata n. 2 in la minore, BWV 1003

1. Grave.
2. Fuga.
3. Andante.
4. Allegro.

Il secondo movimento è un sorprendente esempio di come si possa costruire con otto note un contrappunto di elevata complessità, in una delle fughe più vaste mai scritte da Bach.
Nel terzo movimento le note del basso creano l'illusione di un colonnato senza fine. Dell'intera sonata esiste una versione in re minore per clavicembalo, forse realizzata da Johann Gottfried Müthel, un allievo di Bach.
- Partita n. 2 in re minore BWV 1004

1. Allemanda
2. Corrente
3. Sarabanda
4. Giga
5. Ciaccona

Come gli altri movimenti delle tre Partite, anche il quinto movimento della n. 2 è la rielaborazione stilizzata di una danza; ma la ciaccona è diventata nel tempo talmente celebre da annullare un intero genere. Su una conosciuta musica per danza, Bach compie uno sforzo di stilizzazione enorme, senza precedenti. Il compositore britannico Kaikhosru Shapurji Sorabji definì i Soli di Bach «Ghignanti e spaventosi scheletri»
Nel 1840 Felix Mendelssohn dotò la ciaccona di un accompagnamento pianistico; egli stesso accompagnò il violinista Ferdinand David in un concerto che Schumann trovò meraviglioso.
- Sonata n. 3 in Do maggiore BWV 1005

1. Adagio.
2. Fuga.
3. Largo.
4. Allegro assai.

Del primo movimento esiste una trascrizione in sol maggiore contenuta nel Clavier-Büchlein per Wilhelm Friedemann Bach, catalogata come BWV 968, forse realizzata dal figlio stesso.
- Partita n. 3 in Mi maggiore BWV 1006

1. Preludio.
2. Loure.
3. Gavotte en Rondeau.
4. Menuet I.
5. Menuet II.
6. Bourrée.
7. Gigue.

Bach riutilizzerà il primo movimento trasformandolo in sinfonia nella Cantata Wir danken dir, Gott, wir danken dir BWV 29, eseguita il 27 agosto 1731, ma trasportato nella tonalità di re maggiore. L'intera partita esiste anche nella versione BWV 1006a per liuto (in realtà eseguibile solo con lautenwerk, un tipo di clavicembalo con corde di budello che imita il suono del liuto).

## Critica
Da punto di vista della tecnica violinistica, i sei Soli a violino rappresentano un conflitto tra intenzione e realizzazione, la cui traduzione necessaria è una sensazione di sforzo sia per l'esecutore che per l'ascoltatore. Al violino, considerato fino a questo momento come uno strumento solista, Bach impone una funzione musicale completa, senza accompagnamento, con fughe a tre e persino quattro voci, che dovettero porre problemi di composizione trascendentali, i quali ancora oggi si ripropongono all'esecutore.
(Carl Philipp Emanuel Bach, lettera a Johann Nikolaus Forkel, 1774.)
Considerando le sonate e partite insieme alle sei suite per violoncello solo ci troviamo di fronte non solo a una vera e propria summa della musica barocca, ma a una delle più auguste concezioni organizzative e architettoniche del pensiero umano.
L'elaborazione concettuale di Bach in questi Soli, come nei contemporanei per violoncello, era evidentemente così innovativa da sconcertare anche i musicisti più validi, che vi percepivano qualcosa di incompiuto; eppure già il suo contemporaneo Forkel aveva intuito quale fosse il senso nuovo delle voci che si rincorrono, suonate da un unico strumento: «I sei Soli per violino e i sei per violoncello [...], privi di accompagnamento, non ammettono assolutamente l'aggiunta di un'altra voce cantabile. Bach seppe combinare tutte le note necessarie all'autonomia della modulazione, in una sola parte, rendendone una seconda non solo superflua, ma addirittura impossibile«».
La struttura del violino non permette di suonare più di due note contemporaneamente perché l'archetto appoggia al massimo su due corde; tuttavia, nelle Sonate e Partite, Bach riesce a garantire la persistenza di più voci, linee armoniche indipendenti e continue, tramite arpeggi di 3 o 4 note successive, e anche con l'espediente di un ostinato sulla medesima corda. In questo modo, anche senza base armonica, Bach crea il messaggio musicale più complesso che esista: pur disponendo fisicamente di un'unica voce, costruisce una polifonia a 2, 3, perfino 4 voci, suggerendola in maniera così potente che l'ascoltatore non può fare a meno di compensarne l'assenza materiale.

## La fortuna nel tempo
La copertina dell'autografo, predisposta da Bach in bella copia, sembra suggerire non solo l'intenzione di trovare un editore, ma anche quella di una possibilità di continuazione: «Sei solo / à / Violino / senza / Basso / accompagnato. /Libro primo  / da Joh.Seb.Bach / ao. 1720».
Benché rimasta inedita durante la vita di Bach, la raccolta circolò in numerose copie manoscritte; una di questa fu ritenuta per lungo tempo il testo autografo, salvo poi rivelarsi una copia di pugno della moglie Anna Magdalena. Il vero autografo, dopo vari passaggi in mani private, giunse alla Biblioteca di Stato di Berlino nel 1917, dopo essere stato giudicato di dubbia autenticità da Johannes Brahms al quale fu offerto per l'acquisto.
La struttura troppo innovativa dovette sconcertare i contemporanei, che tentarono di smussare l'effetto con l'inserimento di più voci e di un accompagnamento: è il caso delle Sechs Sonaten für die Violine von J.S. Bach mit hinzugefügter Begleitung des Pianoforte, che Robert Schumann pubblicò a Lipsia nel 1854, abbandonando poco dopo un lavoro analogo sulle suite per violoncello.
Oggi nessun violinista può evitare di confrontarsi con queste composizioni, banco di prova delle capacità interpretative degli esecutori del nostro tempo; le loro straordinarie difficoltà hanno addirittura favorito lo sviluppo di una speciale fase della tecnica violinistica. Il risultato del lavoro di Bach sulla musica per violino fu tale che, per lungo tempo, nessuno dopo di lui pensò di imitarne l'esempio.